# Diogal
Diogal (Diogal Sakho) est un musicien et un chanteur sénégalais.

## Biographie
Il est né en 1970 à Ngor, un petit village de pêcheurs lébous au Sénégal. Il apprend la guitare et commence à écrire ses propres chansons. En 1996, Loy Ehrlich (qui s'est illustré aux côtés de Touré Kunda, Youssou N'Dour et Geoffrey Oryema, pour ne citer qu'eux) remarqua son talent et l'aida à enregistrer ses deux premières cassettes, destinées au marché sénégalais (Xarrit Taffa et Mbaryi). Depuis 1998, Diogal vit en France. Il collabora avec Lokua Kanza, Louis Winsberg, Loy Ehrlich, Didier Malherbe, Daby Touré...
Diogal est auteur, compositeur et interprète. Il compose et chante, en wolof, des chansons à la croisée des sonorités traditionnelles de son pays, le Sénégal, et de la musique occidentale contemporaine. Après avoir signé deux cassettes au Sénégal (Xariit Taffa et M'bar-yi), Diogal a sorti deux albums en France, Samba alla et Liir (chez Célulloïd/Mélodie), salués par la presse, soutenus par FIP et appréciés par les professionnels. Diogal a collaboré avec Lokua Kanza, Wasis Diop, Vincent Segal, Louis Winsberg, Loy Ehrlich, Didier Malherbe, Jean-Philippe Rikiel, Daby Touré, Dan Ar Braz... et est passé, entre 1999 et 2007, par de nombreuses salles et festivals, en France et à l'étranger (Baiser salé, Divan du Monde, Batofar, Glaz'Art, Grenier à Sons, Musée Dapper, Centre culturel français de Dakar..., Chorus des Hauts-de-Seine, Africolor, Primeurs de Massy, Jazz sous les pommiers, AfriCajarc).